# Harrington (Northamptonshire)
Harrington – wieś i civil parish w Anglii, w hrabstwie Northamptonshire, w dystrykcie (unitary authority) North Northamptonshire. Leży 21 km na północ od miasta Northampton i 113 km na północny zachód od Londynu. W 2011 roku civil parish liczyła 146 mieszkańców. Harrington jest wspomniana w Domesday Book (1086) jako Arintone. W obszar civil parish wchodzi także Thorpe Underwood.